# Kazuto Sakata
Kazuto Sakata (坂田 和人) (Koto, 15 de agosto de 1966) é um ex-motociclista japonês, bicampeão do mundo nas 125cc.
A despeito de sua relativamente curta carreira no mundial, que se deu seu início em 1991 e terminou em 1999, Sakata se tornou um dos mais notórios e bem-sucedidos pilotos japoneses no mundial de motovelocidade. Sempre correndo nas 125cc, Sakata venceu o campeonato japonês em 1990, e passou seus três primeiros anos no mundial com equipes satélites da Honda, atingindo o sucesso em 1993, quando terminou com o vice-campeonato para o alemão Dirk Raudies após uma disputada temporada, com Sakata terminando apenas 14 pontos atrás, embora tenha vencido apenas duas corridas contra as nove de Raudies. Para o ano seguinte, Sakata assinou contrato para correr pela equipe de fábrica da italiana Aprilia, se tornando o primeiro japonês a correr por uma equipe de fábrica europeia.
A parceria entre Sakata e a Aprilia trouxe resultados no mesmo ano, com Sakata terminando com o título do campeonato, à frente de seus conterrâneos Noboru Ueda e Takeshi Tsujimura e ainda de Raudies, todos os três correndo pela Honda. Em 1995, no entanto, acabou com o vice-campeonato novamente, perdendo para o também japonês Haruchika Aoki, que ainda obteve um bicampeonato no ano seguinte, quando Sakata terminou apenas em oitavo. Quarto em 1997, conquistou o bicampeonato em 1998, quando bateu em uma acirrada disputa outro conterrâneo seu, Tomomi Manako, que, apesar de perder o título, venceu cinco corridas, contra quatro de Sakata. Apesar do título, voltou para a Honda em 1999, o qual acabou sendo seu último ano, e terminou apenas em 14°, sua pior colocação em seus nove anos na categoria.